# François Lepelletier
François Louis Émile Lepelletier, né le 22 décembre 1826 à Villedieu-les-Poêles et mort le 13 août 1900 dans le 16e arrondissement de Paris, est un juriste français.

## Biographie
Docteur en droit, conseiller à la Cour de cassation, receveur général des finances, il fut ministre de la justice du 23 novembre 1877 au 12 décembre 1877 dans le gouvernement Gaétan de Rochebouët.
Il est décoré de la Légion d'honneur en 1867.
A sa mort, il est inhumé dans le petit cimetière du village de Sainte-Cécile limitrophe de sa ville natale de Villedieu-les-Poêles.